# Quinta do Conde
Quinta do Conde – parafia (freguesia) gminy Sesimbra i jednocześnie miejscowość w Portugalii. W 2011 roku zamieszkiwało ją 25 606 mieszkańców, na obszarze 14,22 km².